# Linah Mohohlo

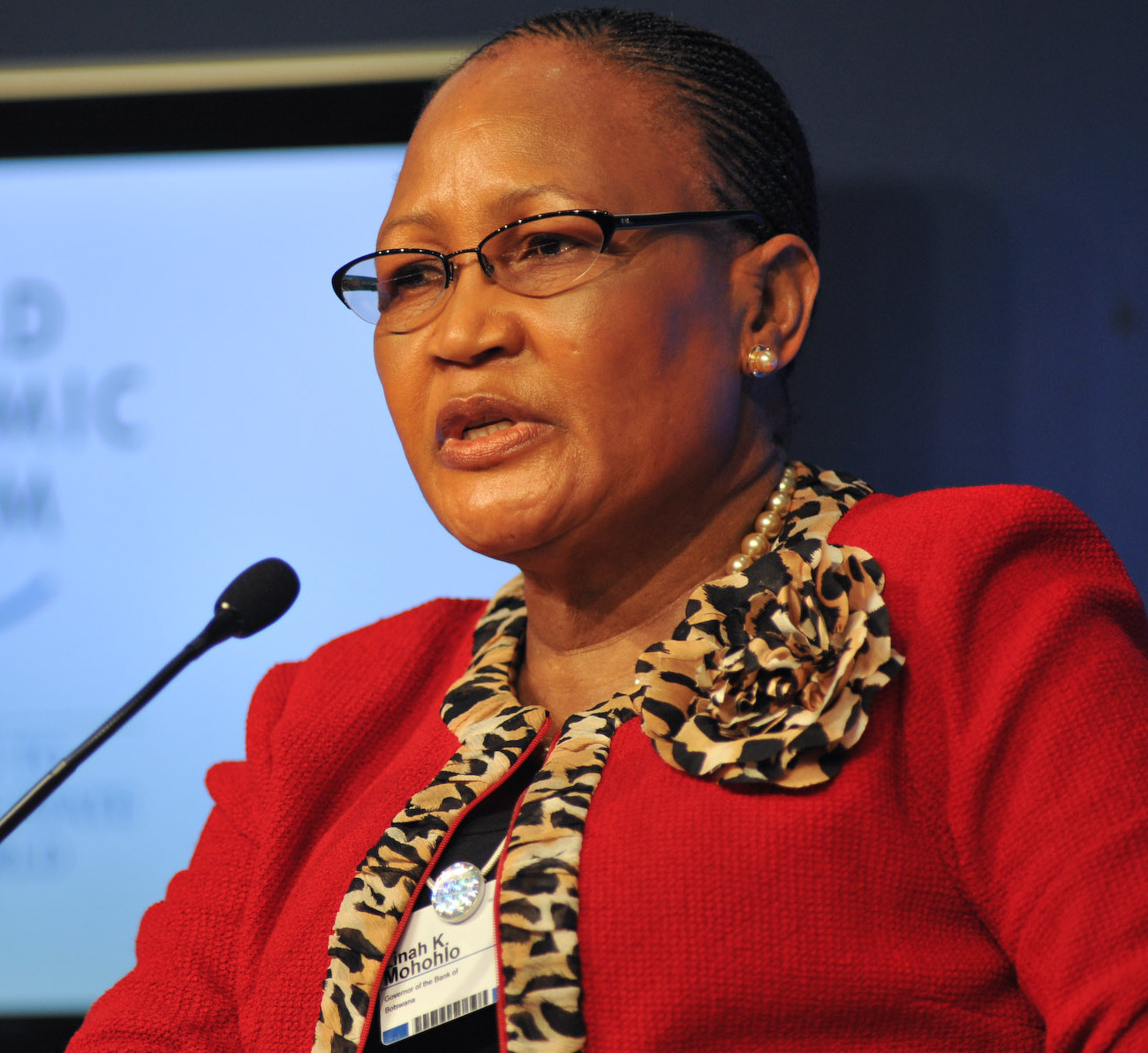
Mohohlo beim World Economic Forum (2011)

Linah Kelebogile Mohohlo (* 13. Februar 1952 in Ramotswa; † 2. Juni 2021 in Gaborone) war eine botswanische Bankerin und Verwaltungsbeamtin.

## Werdegang
Mohohlo studierte Wirtschaftswissenschaft an der University of Botswana und der George Washington University, später errang sie einen Master-Abschluss in Finanzwissenschaft  an der University of Exeter. 
Ab 1976 war Mohohlo für die Bank of Botswana tätig, zeitweise wurde sie dabei an den Internationalen Währungsfonds entsandt. 1999 stieg sie zur Gouverneurin der Zentralbank auf, als erste Frau bedeckte sie dieses Amt. 2016 schied sie aus Altersgründen aus dem Amt.
2005 berief Tony Blair Moholo in die im Zusammenhang mit dem G8-Gipfel in Gleneagles 2005 initiierte Commission for Africa. 2007 wurde sie Mitglied der hieraus hervorgegangenen Nachfolgeorganisation Africa Progress Panel. Parallel gehörte sie dem Komitee für Finanzdienstleistungen für Arme der Bill & Melinda Gates Foundation an. Im Mai 2015 berief Ban Ki-moon sie in das Panel on Humanitarian Financing, das Empfehlungen für den World Humanitarian Summit im folgenden Jahr ausarbeiten sollte.
Mohohlo wurde in Aufsichtsgremien verschiedener Unternehmen berufen, zum Beispiel beim im Süd-Sahara-Raum aktiven Energieversorger Tlou Energy.
Anfang Juni 2021 erlag Mohohlo einer COVID-19-Erkrankung.